# Kalenteridae
Kalenteridae zijn een uitgestorven familie van tweekleppigen uit de superorde Imparidentia.